# Hans Küppers
Hans „Hennes“ Küppers (* 24. Dezember 1938 in Essen; † 15. Dezember 2021) war ein deutscher Fußballspieler, der mit Schwarz-Weiß Essen 1959 den DFB-Pokal und mit dem TSV 1860 München 1964 den DFB-Pokal und 1966 die Deutsche Meisterschaft gewann.

## Karriere

### Vereine
Die Karriere des blonden Mittelfeldspielers (Halbstürmers) begann in der Runde 1957/58 in der 2. Liga West bei ETB SW Essen. Unter Trainer Willi Multhaup absolvierte der ausgezeichnete Techniker an der Seite von Mitspielern wie Edmond Kasperski (28-11), Theo Klöckner (29-19), Hubert Schieth (18-14) und Heinz Steinmann (28-8) 22 Zweitligaspiele und erzielte beim Erreichen des 7. Ranges von ETB sechs Tore. In seiner zweiten Saison am Uhlenkrug, 1958/59, gelang mit der Vizemeisterschaft der Aufstieg in die Oberliga West. Dabei war Küppers in 24 Spielen im Einsatz gewesen und hatte fünf Tore erzielt. In der Oberliga kam Küppers zu 28 Spielen und sechs Toren für den ETB Schwarz-Weiß. Ein Jahr später (1959/60) konnte der überraschende DFB-Pokalsieger des Jahres 1959 aber die Klasse nicht halten und spielte 1960/61 wieder in der 2. Liga West. Sportlicher Höhepunkt der Zeit bei SWE war der Erfolg im DFB-Pokal der Runde 1959. Im Halbfinale konnten Küppers und seine Kameraden den favorisierten Hamburger SV im Volksparkstadion ausschalten. Das Endspiel am 27. Dezember 1959 in Kassel gegen Borussia Neunkirchen war eine glatte Angelegenheit für die Essener, sie gewannen mit 5:2 Toren. Max Merkel hatte als Trainer von Borussia Dortmund die Spielkunst des jungen Halbstürmers erkannt und leitete seinen Wechsel 1961 zu 1860 München ein.
Die „Löwen“ errangen in dem Abschlussjahr der Oberliga Süd 1962/63 die Meisterschaft und damit die Aufnahme in die neu geschaffene Bundesliga. In der Endrunde 1963 scheiterten sie an Borussia Dortmund, das dann auch die deutsche Meisterschaft gewann. Küppers bestritt in den zwei Runden im Süden 57 Spiele und erzielte dabei 16 Tore. Mit Peter Grosser hatte er einen weiteren Techniker an seiner Seite, der auch das Kombinationsspiel beherrschte und gemeinsam mit Küppers das Spiel der „Löwen“ in der Offensive prägte. Am 13. Juni 1964 feierte der Ex-Essener den zweiten Triumph im DFB-Pokal. 1860 München gewann das Endspiel in Stuttgart gegen Eintracht Frankfurt mit 2:0. Im Europapokal der Pokalsieger 1964/65 setzte sich 1860 über Union Sportive Luxemburg, FC Porto, Legia Warschau und nach drei dramatischen Spielen im Halbfinale gegen den AC Turin durch. Damit zogen Küppers und Kollegen in das Finale gegen West Ham United am 19. Mai 1965 im Wembley-Stadion ein. Nach begeisterndem Spiel vor 98.000 Zuschauern setzte sich aber das Team um Kapitän Bobby Moore mit 2:0 durch. Diese Europacuprunde war aber trotzdem ein Höhepunkt in der sportlichen Karriere des Technikers mit dem harten Schuss.
National gelang Max Merkel mit seinen „Löwen“ in der Saison 1965/66 der höchste Triumph mit dem Gewinn der deutschen Meisterschaft in der Bundesliga. Neben Hans Küppers standen noch weitere Klassespieler wie Alfred Heiß, Friedhelm Konietzka, Rudi Brunnenmeier, Peter Grosser und Hans Rebele für die Offensive zur Verfügung. Da in der Defensive aber auch mit Petar Radenković, Bernd Patzke, Otto Luttrop, Hans Reich und Zeljko Perusic herausragende Könner am Werk waren, konnte von einer überraschenden Meisterschaft nicht die Rede sein. Von 1963 bis 1968 lief Küppers in 120 Bundesligaspielen für 1860 auf und steuerte noch 47 Tore bei. Im Sommer 1968 wechselte er zum Deutschen Meister desselben Jahres, zum 1. FC Nürnberg. Küppers spielte zwar 33 mal für den Titelverteidiger, aber nicht etwa um die Meisterschaft: vielmehr stürzte der Club sportlich ab, am Ende der Runde sogar in die Regionalliga Süd. Das war eine bittere Runde für Nürnberg und seinen neuen Spielmacher.
Nach dieser Enttäuschung verabschiedete Küppers sich aus der Bundesliga und wechselte nach Österreich zum SV Wattens in die Nationalliga. In Tirol wurde er zum Toptorjäger seines neuen Klubs, schoss in seiner ersten Saison 10, ein Jahr später bereits 15 Tore und fehlte in beiden Jahren in nicht einem einzigen Meisterschaftsspiel. Die Mannschaft rund um Friedl Koncilia, Walter Skocik, Roland Hattenberger, Helmut Siber und Helmut Redl erregte auch großes Aufsehen beim Lokalkonkurrenten FC Wacker Innsbruck. So wurde aus wirtschaftlichen Gründen die neue SSW Innsbruck 1971 als Zusammenschluss der beiden Tiroler Erstligisten präsentiert. Hans Küppers lief in der Saison 1971/72 nur mehr im Herbst für die neue SSW Innsbruck auf, war am Gewinn der österreichischen Meisterschaft beteiligt und wechselte im Winter zum Schweizer Klub FC Lugano, wo er nach einem halben Jahr seine Karriere beendete.

### Nationalmannschaft
Am 23. Dezember 1962 debütierte Hans Küppers unter Bundestrainer Sepp Herberger beim 5:1-Erfolg im Karlsruher Wildparkstadion mit einem Tor gegen die Schweiz. Der Bundestrainer schien einen Ersatz für den nach Bologna abgewanderten Helmut Haller gefunden zu haben; aber erst unter Herbergers Nachfolger, Helmut Schön, kam Küppers 1965 zu weiteren Berufungen. Er spielte gegen Italien, die Schweiz und am 6. Juni in Rio de Janeiro bei der 0:2-Niederlage gegen Brasilien. Zur Teilnahme an der Fußball-Weltmeisterschaft 1966 in England reichte es für Küppers aber nicht. Im ersten Spiel nach der WM, beim 2:0 gegen die Türkei am 12. Oktober 1966 in Ankara, konnte er wieder ein Tor für den DFB beisteuern. 1967 vertraute Helmut Schön in den zwei entscheidenden Europameisterschafts-Qualifikationsspielen gegen Jugoslawien und Albanien auf die Spielmacherqualitäten des Merkel-Schützlings. Da das 0:0 in Tirana am 17. Dezember das EM-Aus bedeutete, war auch die Zeit in der Nationalmannschaft für Hans Küppers nach sieben Einsätzen vorbei.

## Ausklang
Der gelernte Technische Zeichner kehrte später wieder in seine Heimatstadt Essen zurück. Er starb im Dezember 2021 an den Folgen eines Schlaganfalls.